# Arquidiócesis de Juiz de Fora

Regional CNBB Leste 2.

La arquidiócesis de Juiz de Fora (en latín: Archidioecesis Iudiciforensis y en portugués: Arquidiocese de Juiz de Fora) es una circunscripción eclesiástica de la Iglesia católica en Brasil. Se trata de una arquidiócesis latina, sede metropolitana de la provincia eclesiástica de Juiz de Fora. Desde el 28 de enero de 2009 su arzobispo es Gil Antônio Moreira.

## Territorio y organización
La arquidiócesis tiene 12 000 km² y extiende su jurisdicción sobre los fieles católicos de rito latino residentes en 16 municipios del estado de Minas Gerais: Juiz de Fora, Aracitaba, Arantina, Belmiro Braga, Bias Fortes, Bicas, Bocaina de Minas, Bom Jardim de Minas, Chácara, Chiador, Coronel Pacheco, Descoberto, Ewbank da Câmara, Goianá, Guarará, Liberdade, Lima Duarte, Mar de Espanha, Maripá de Minas, Matias Barbosa, Olaria, Passa-Vinte, Pedro Teixeira, Pequeri, Piau, Rio Novo, Rio Preto, Rochedo de Minas, Santa Bárbara do Monte Verde, Santana do Garambéu, Santana do Deserto, Santa Rita de Ibitipoca, Santa Rita de Jacutinga, Santos Dumont, São João Nepomuceno, Senador Cortes y Simão Pereira.
La sede de la arquidiócesis se encuentra en la ciudad de Juiz de Fora, en donde se halla la Catedral de San Antonio. En Liberdade se encuentra la basílica menor del Bom Jesus do Livramento.
En 2019 en la arquidiócesis existían 95 parroquias agrupadas en 11 foranías.

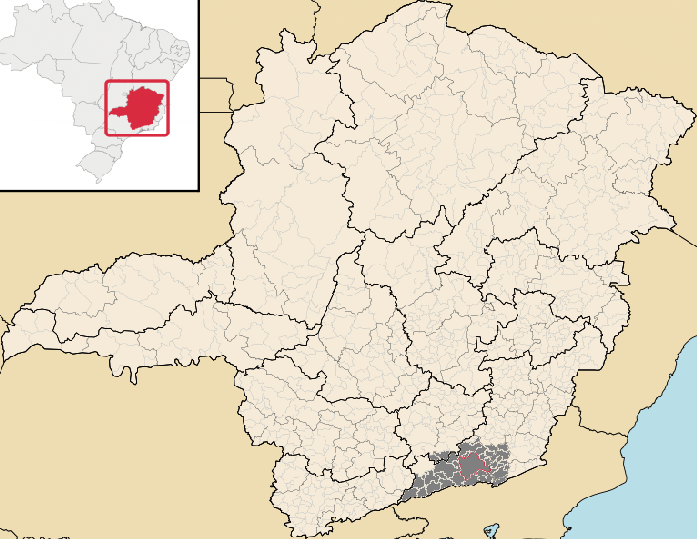
Arquidiócesis de Juiz de Fora.

La arquidiócesis tiene como sufragáneas a las diócesis de: Leopoldina y São João del Rei.

## Historia
La diócesis de Juiz de Fora fue erigida el 1 de febrero de 1924 con la bula Ad sacrosancti apostolatus officium del papa Pío XI, obteniendo el territorio de la arquidiócesis de Mariana, de la que originalmente era sufragánea.
El 28 de marzo de 1942 cedió una parte de su territorio para la erección de la diócesis de Leopoldina mediante la bula Quae ad maius del papa Pío XII.
El 21 de mayo de 1960 cedió otra parte de su territorio para la erección de la diócesis de São João del Rei mediante la bula Quandoquidem novae del papa Juan XXIII.
El 14 de abril de 1962 la diócesis fue elevada al rango de arquidiócesis metropolitana con la bula Qui tamquam Petrus del papa Juan XXIII.
El 18 de octubre de 1963, con la carta apostólica Praesens supplicum, el papa Pablo VI proclamó a san Antonio de Padua como patrono principal de la arquidiócesis.

## Estadísticas

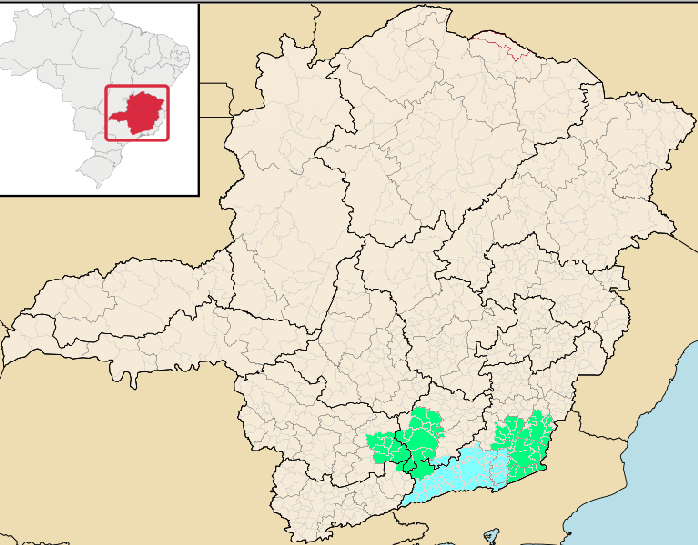
Provincia Eclesiástica de Juiz de Fora.

Según el Anuario Pontificio 2020 la arquidiócesis tenía a fines de 2019 un total de 622 600 fieles bautizados.
| Año                                                                             | Población            | Población | Población      | Sacerdotes | Sacerdotes    | Sacerdotes    | Bautizados por sacerdote | Diáconos permanentes | Religiosos | Religiosos | Parroquias |
| Año                                                                             | Bautizados católicos | Total     | % de católicos | Total      | Clero secular | Clero regular | Bautizados por sacerdote | Diáconos permanentes | Varones    | Mujeres    | Parroquias |
| ------------------------------------------------------------------------------- | -------------------- | --------- | -------------- | ---------- | ------------- | ------------- | ------------------------ | -------------------- | ---------- | ---------- | ---------- |
| 1948                                                                            | 550 000              | 558 000   | 98.6           | 90         | 47            | 43            | 6111                     |                      | 43         | 160        | 55         |
| 1962                                                                            | 409 000              | 409 752   | 99.8           | 130        | 55            | 75            | 3146                     |                      | 75         | 377        | 60         |
| 1970                                                                            | 637 500              | 650 000   | 98.1           | 139        | 80            | 59            | 4586                     |                      | 90         | 460        | 67         |
| 1976                                                                            | 570 000              | 600 000   | 95.0           | 126        | 66            | 60            | 4523                     |                      | 80         | 325        | 70         |
| 1980                                                                            | 443 488              | 554 361   | 80.0           | 114        | 56            | 58            | 3890                     | 1                    | 91         | 201        | 65         |
| 1990                                                                            | 468 000              | 585 000   | 80.0           | 108        | 58            | 50            | 4333                     | 2                    | 115        | 133        | 69         |
| 1999                                                                            | 515 000              | 644 000   | 80.0           | 126        | 77            | 49            | 4087                     | 1                    | 113        | 183        | 81         |
| 2000                                                                            | 520 300              | 650 414   | 80.0           | 118        | 73            | 45            | 4409                     | 1                    | 88         | 201        | 85         |
| 2001                                                                            | 524 000              | 655 000   | 80.0           | 120        | 75            | 45            | 4366                     | 1                    | 94         | 206        | 85         |
| 2003                                                                            | 533 000              | 667 000   | 79.9           | 118        | 73            | 45            | 4516                     | 1                    | 92         | 120        | 85         |
| 2004                                                                            | 533 000              | 667 000   | 79.9           | 120        | 75            | 45            | 4441                     | 1                    | 94         | 132        | 80         |
| 2006                                                                            | 540 000              | 676 000   | 79.9           | 126        | 81            | 45            | 4285                     | 15                   | 94         | 132        | 87         |
| 2013                                                                            | 600 000              | 752 000   | 79.8           | 141        | 96            | 45            | 4255                     | 26                   | 93         | 142        | 85         |
| 2016                                                                            | 615 000              | 797 028   | 77.2           | 143        | 101           | 42            | 4300                     | 26                   | 68         | 115        | 91         |
| 2019                                                                            | 622 600              | 808 000   | 77.1           | 144        | 110           | 34            | 4323                     | 26                   | 59         | 85         | 95         |
| Fuente: Catholic-Hierarchy, que a su vez toma los datos del Anuario Pontificio. |                      |           |                |            |               |               |                          |                      |            |            |            |

## Episcopologio
- Justino José de Sant'Ana † (4 de julio de 1924-9 de junio de 1958 falleció)
- Geraldo María de Morais Penido † (9 de junio de 1958 por sucesión-1 de diciembre de 1977 nombrado arzobispo coadjutor de Aparecida)
- Juvenal Roriz, C.SS.R. † (5 de mayo de 1978-7 de febrero de 1990 renunció)
- Clóvis Frainer, O.F.M.Cap. † (22 de mayo de 1991-28 de noviembre de 2001 renunció)
- Eurico dos Santos Veloso (28 de noviembre de 2001-28 de enero de 2009 retirado)
- Gil Antônio Moreira, desde el 28 de enero de 2009